# Miami Open 2017
Miami Open 2017 presented by Itaú (також відомий як Miami Masters 2017) - чоловічий і жіночий професійний тенісний турнір, що проходив на відкритих кортах з твердим покриттям Tennis Center at Crandon Park у Кі-Біскейні (США). Це був 32-й за ліком Miami Open. Належав до серії Masters 1000 у рамках Туру ATP 2017, а також до серії Premier Mandatory в рамках Туру WTA 2017. Тривав з 20 березня до 2 квітня 2017 року.

## Очки і призові

### Нарахування очок
| Дисципліна                 | П    | Ф   | ПФ  | ЧФ  | 1/8 | 1/16 | 1/32 | 1/64 | Q   | Q2  | Q1  |
| Одиночний розряд, чоловіки | 1000 | 600 | 360 | 180 | 90  | 45   | 25*  | 10   | 16  | 8   | 0   |
| Парний розряд, чоловіки    | 1000 | 600 | 360 | 180 | 90  | 0    | Н/Д  | Н/Д  | Н/Д | Н/Д | Н/Д |
| Одиночний розряд, жінки    | 1000 | 650 | 390 | 215 | 120 | 65   | 35*  | 10   | 30  | 20  | 2   |
| Парний розряд, жінки       | 1000 | 650 | 390 | 215 | 120 | 10   | Н/Д  | Н/Д  | Н/Д | Н/Д | Н/Д |

- Гравці, що виходять у друге коло без боротьби, отримують очки за перше коло.

### Призові гроші
| Дисципліна                 | П          | F        | ПФ       | ЧФ       | 1/8     | 1/16    | 1/32    | 1/64    | Q2     | Q1     |
| Чоловіки, одиночний розряд | $1,175,505 | $573,680 | $287,515 | $146,575 | $77,265 | $41,350 | $22,325 | $13,609 | $4,076 | $2,026 |
| Жінки, одиночний розряд    | $1,175,505 | $573,680 | $287,515 | $146,575 | $77,265 | $41,350 | $22,325 | $13,609 | $4,076 | $2,026 |
| Чоловіки, парний розряд    | $385,170   | $187,970 | $94,220  | $48,010  | $25,320 | $13,550 | Н/Д     | Н/Д     | Н/Д    | Н/Д    |
| Жінки, парний розряд       | $385,170   | $187,970 | $94,220  | $48,010  | $25,320 | $13,550 | Н/Д     | Н/Д     | Н/Д    | Н/Д    |

## Учасники чоловічих змагань

### Сіяні
Нижче подано список сіяних гравців. Рейтинг і посів визначено на основі рейтингу ATP станом на 20 березня 2017.
| Сіяний | Рейтинг | Гравець                 | Очки перед | Очки, що захищає | Очки здобуті | Очки після | Підсумок                                          |
| ------ | ------- | ----------------------- | ---------- | ---------------- | ------------ | ---------- | ------------------------------------------------- |
| 1      | 3       | Стен Вавринка           | 5,705      | 10               | 90           | 5,785      | 4 коло, його переміг Олександр Звєрєв [16]        |
| 2      | 4       | Кей Нісікорі            | 4,730      | 600              | 180          | 4,310      | чвертьфінал, його переміг Фабіо Фоніні            |
| 3      | 5       | Мілош Раоніч            | 4,480      | 180              | 45           | 4,345      | 3 коло знявся через травму підколінного сухожилля |
| 4      | 6       | Роджер Федерер          | 4,305      | 0                | 1,000        | 5,305      | Чемпіон, — Рафаель Надаль [5]                     |
| 5      | 7       | Рафаель Надаль          | 4,145      | 10               | 600          | 4,735      | Фіналіст, його переміг Роджер Федерер [4]         |
| 6      | 8       | Домінік Тім             | 3,465      | 90               | 10           | 3,385      | 2-ге коло, його переміг Борна Чорич               |
| 7      | 9       | Марин Чилич             | 3,420      | 45               | 10           | 3,385      | 2-ге коло, його переміг Жеремі Шарді              |
| 8      | 12      | Давід Ґоффен            | 2,975      | 360              | 90           | 2,705      | 4 коло, його переміг Нік Киріос [12]              |
| 9      | 13      | Григор Димитров         | 2,960      | 90               | 10           | 2,880      | 2-ге коло, його переміг Гвідо Пелья               |
| 10     | 14      | Томаш Бердих            | 2,790      | 180              | 180          | 2,790      | чвертьфінал, його переміг Роджер Федерер [4]      |
| 11     | 15      | Люка Пуй                | 2,456      | 90               | 10           | 2,376      | 2-ге коло, його переміг Дональд Янг               |
| 12     | 16      | Нік Киріос              | 2,425      | 360              | 360          | 2,425      | півфінал, його переміг Роджер Федерер [4]         |
| 13     | 17      | Джек Сок                | 2,375      | 45               | 180          | 2,510      | чвертьфінал, його переміг Рафаель Надаль [5]      |
| 14     | 18      | Роберто Баутіста Аґут   | 2,190      | 90               | 90           | 2,190      | 4 коло, його переміг Роджер Федерер [4]           |
| 15     | 19      | Пабло Карреньо Буста    | 2,025      | 10               | 10           | 2,025      | 2-ге коло, його переміг Федеріко Дельбоніс        |
| 16     | 20      | Олександр Звєрєв        | 1,850      | 25               | 180          | 2,005      | чвертьфінал, його переміг Нік Киріос [12]         |
| 17     | 21      | Іво Карлович            | 1,840      | (90)             | 45           | 1,795      | 3 коло, його переміг Нік Киріос [12]              |
| 18     | 23      | Джон Ізнер              | 1,715      | 10               | 45           | 1,750      | 3 коло, його переміг Олександр Звєрєв [16]        |
| 19     | 24      | Альберт Рамос Віньйолас | 1,640      | 25               | 10           | 1,625      | 2-ге коло, його переміг Їржі Веселий              |
| 20     | 25      | Жиль Сімон              | 1,495      | 180              | 10           | 1,325      | 2-ге коло, його переміг Ян-Леннард Штруфф         |
| 21     | 26      | Пабло Куевас            | 1,460      | 45               | 10           | 1,425      | 2-ге коло, його переміг Бенуа Пер                 |
| 22     | 27      | Сем Кверрі              | 1,445      | 10               | 45           | 1,480      | 3 коло, його переміг Роберто Баутіста Аґут [14]   |
| 23     | 28      | Стів Джонсон            | 1,415      | 45               | 10           | 1,380      | 2-ге коло, його переміг Ніколя Маю                |
| 24     | 29      | Жіль Мюллер             | 1,390      | 10               | 45           | 1,425      | 3 коло, його переміг Томаш Бердих [10]            |
| 25     | 30      | Фернандо Вердаско       | 1,325      | 45               | 45           | 1,325      | 3 коло, його переміг Кей Нісікорі [2]             |
| 26     | 31      | Філіпп Кольшрайбер      | 1,270      | (45)             | 45           | 1,270      | 3 коло, його переміг Рафаель Надаль [5]           |
| 27     | 32      | Давид Феррер            | 1,265      | 45               | 10           | 1,230      | 2-ге коло, його переміг Дієго Шварцман            |
| 28     | 33      | Міша Зверєв             | 1,251      | (12)             | 10           | 1,249      | 2-ге коло, його переміг Джаред Доналдсон [Q]      |
| 29     | 34      | Хуан Мартін дель Потро  | 1,175      | 25               | 45           | 1,195      | 3 коло, його переміг Роджер Федерер [4]           |
| 30     | 35      | Жуан Соуза              | 1,115      | 45               | 10           | 1,080      | 2-ге коло, його переміг Фабіо Фоніні              |
| 31     | 36      | Фелісіано Лопес         | 1,090      | 10               | 10           | 1,090      | 2-ге коло, його переміг Малік Джазірі             |
| 32     | 37      | Паоло Лоренці           | 1,082      | (29)             | 10           | 1,063      | 2-ге коло, його переміг Адріан Маннаріно          |

### Інші учасники
Нижче наведено учасників, які отримали вайлдкард на участь в основній сітці:
- Томас Беллуччі
- Майкл Ммо
- Андрій Рубльов
- Каспер Рууд
- Мікаель Імер

Такі учасники отримали право на участь завдяки захищеному рейтингові:
- Томмі Гаас
- Томмі Робредо

Нижче наведено гравців, які пробились в основну сітку через стадію кваліфікації:
- Раду Албот
- Бенжамін Бекер
- Аляж Бедене
- Джаред Доналдсон
- Ернесто Ескобедо
- Крістіан Гаррісон
- Даріан Кінг
- Михайло Кукушкін
- Лукаш Лацко
- Душан Лайович
- Тім Смичек
- Френсіс Тіафо

Як щасливий лузер в основну сітку потрапили такі гравці:
- Михайло Южний

### Відмовились від участі
До початку турніру
- Ніколас Альмагро → його замінив  Ніколоз Басілашвілі
- Маркос Багдатіс → його замінив  Дастін Браун
- Стів Дарсіс → його замінив  Гвідо Пелья
- Новак Джокович (травма ліктя) → його замінив  Тьяго Монтейро
- Рішар Гаске (апендицит) → його замінив  Адам Павласек
- Данило Медведєв → його замінив  Дамір Джумгур
- Гаель Монфіс (травма гомілковостопного суглобу) → його замінив  Костянтин Кравчук
- Енді Маррей (травма ліктя) → його замінив  Тейлор Фріц
- Бернард Томіч → його замінив  Михайло Южний
- Жо-Вілфрід Тсонга (народження дитини) → його замінив  Йосіхіто Нісіока

Під час турніру
- Мілош Раоніч (hamstring injury)

### Знялись
- Олександр Долгополов
- Йосіхіто Нісіока

## Учасники основної сітки в парному розряді

### Сіяні пари
| Країна          | Гравець         | Країна    | Гравець            | Рейтинг1 | Сіяний |
| --------------- | --------------- | --------- | ------------------ | -------- | ------ |
| Фінляндія       | Генрі Контінен  | Австралія | Джон Пірс          | 5        | 1      |
| Франція         | П'єр-Юг Ербер   | Франція   | Ніколя Маю         | 7        | 2      |
| США             | Боб Браян       | США       | Майк Браян         | 8        | 3      |
| Велика Британія | Джеймі Маррей   | Бразилія  | Бруно Соарес       | 15       | 4      |
| ПАР             | Равен Класен    | США       | Ражів Рам          | 21       | 5      |
| Польща          | Лукаш Кубот     | Бразилія  | Марсело Мело       | 26       | 6      |
| Хорватія        | Іван Додіг      | Іспанія   | Марсель Гранольєрс | 28       | 7      |
| Іспанія         | Фелісіано Лопес | Іспанія   | Марк Лопес         | 28       | 8      |

- 1 Рейтинг подано станом на 20 березня 2017.

### Інші учасники
Нижче наведено пари, які отримали вайлдкард на участь в основній сітці:
- Нік Киріос /  Метт Рейд
- Андрій Рубльов /  Мікаель Імер

Наведені нижче пари отримали місце як заміна:
- Маркус Даніелл /  Марсело Демолінер

### Відмовились від участі
До початку турніру
- Люка Пуй

Під час турніру
- П'єр-Юг Ербер

## Учасниці

### Сіяні пари
Нижче подано список сіяних гравчинь. Посів визначено на основі рейтингу WTA станом на 6 березня 2017. Рейтинг і очки перед наведено на 20 березня 2017.
| Сіяна | Рейтинг | Гравчиня               | Очки перед | Очки, що захищає | Очки здобуті | Очки після | Підсумок                                         |
| ----- | ------- | ---------------------- | ---------- | ---------------- | ------------ | ---------- | ------------------------------------------------ |
| 1     | 1       | Анджелік Кербер        | 7,515      | 390              | 215          | 7,340      | чвертьфінал, її перемогла Вінус Вільямс [11]     |
| 2     | 3       | Кароліна Плішкова      | 5,640      | 10               | 390          | 6,020      | півфінал, її перемогла Каролін Возняцкі [12]     |
| 3     | 5       | Сімона Халеп           | 5,022      | 215              | 215          | 5,022      | чвертьфінал, її перемогла Джоанна Конта [10]     |
| 4     | 4       | Домініка Цібулкова     | 5,160      | 35               | 120          | 5,245      | 4 коло, її перемогла Луціє Шафарова              |
| 5     | 8       | Агнешка Радванська     | 4,345      | 120              | 65           | 4,290      | 3 коло, її перемогла Міряна Лучич-Бароні [26]    |
| 6     | 6       | Гарбінє Мугуруса       | 4,790      | 120              | 120          | 4,790      | 4 коло знялася vs. Каролін Возняцкі [12]         |
| 7     | 7       | Світлана Кузнецова     | 4,555      | 650              | 120          | 4,025      | 4 коло, її перемогла Вінус Вільямс [11]          |
| 8     | 9       | Медісон Кіз            | 4,007      | 215              | 65           | 3,857      | 3 коло, її перемогла Лара Арруабаррена           |
| 9     | 10      | Еліна Світоліна        | 3,850      | 120              | 10           | 3,740      | 2-ге коло, її перемогла Бетані Маттек-Сендс [WC] |
| 10    | 11      | Джоанна Конта          | 3,545      | 215              | 1,000        | 4,330      | Чемпіонка, — Каролін Возняцкі [12]               |
| 11    | 12      | Вінус Вільямс          | 3,485      | 10               | 390          | 3,865      | півфінал, її перемогла Джоанна Конта [10]        |
| 12    | 14      | Каролін Возняцкі       | 3,225      | 65               | 650          | 3,810      | Фіналістка, її перемогла Джоанна Конта [10]      |
| 13    | 13      | Олена Весніна          | 3,320      | 95               | 10           | 3,235      | 2-ге коло, її перемогла Айла Томлянович [WC]     |
| 14    | 19      | Саманта Стосур         | 2,010      | 10               | 120          | 2,120      | 4 коло, її перемогла Сімона Халеп [3]            |
| 15    | 20      | Барбора Стрицова       | 1,995      | 35               | 120          | 2,080      | 4 коло, її перемогла Кароліна Плішкова [2]       |
| 16    | 21      | Кікі Бертенс           | 1,960      | 95               | 10           | 1,875      | 2-ге коло, її перемогла Одзакі Ріса [Q]          |
| 17    | 17      | Анастасія Павлюченкова | 2,141      | 10               | 65           | 2,196      | 3 коло, її перемогла Бетані Маттек-Сендс [WC]    |
| 18    | 22      | Коко Вандевей          | 1,878      | 65               | 10           | 1,823      | 2-ге коло, її перемогла Яна Чепелова [Q]         |
| 19    | 25      | Анастасія Севастова    | 1,725      | (15)             | 10           | 1,720      | 2-ге коло, її перемогла Сорана Кирстя            |
| 20    | 24      | Карла Суарес Наварро   | 1,736      | 10               | 10           | 1,736      | 2-ге коло, її перемогла Юлія Гергес              |
| 21    | 23      | Каролін Гарсія         | 1,815      | 65               | 10           | 1,760      | 2-ге коло, її перемогла Пен Шуай                 |
| 22    | 18      | Крістіна Младенович    | 2,080      | 10               | 10           | 2,080      | 2-ге коло, її перемогла Патрісія Марія Тіг [Q]   |
| 23    | 26      | Дарія Гаврилова        | 1,715      | 10               | 10           | 1,715      | 2-ге коло, її перемогла Луціє Шафарова           |
| 24    | 27      | Тімеа Бабош            | 1,675      | 120              | 10           | 1,565      | 2-ге коло, її перемогла Полін Пармантьє          |
| 25    | 30      | Роберта Вінчі          | 1,535      | 65               | 10           | 1,480      | 2-ге коло, її перемогла Тейлор Таунсенд [Q]      |
| 26    | 29      | Міряна Лучич-Бароні    | 1,589      | 10               | 215          | 1,794      | чвертьфінал, її перемогла Кароліна Плішкова [2]  |
| 27    | 32      | Юлія Путінцева         | 1,525      | 10               | 65           | 1,580      | 3 коло, її перемогла Кароліна Плішкова [2]       |
| 28    | 28      | Ірина-Камелія Бегу     | 1,617      | 120              | 10           | 1,507      | 2-ге коло, її перемогла Лара Арруабаррена        |
| 29    | 31      | Ана Конюх              | 1,527      | (20)             | 10           | 1,517      | 2-ге коло, її перемогла Кірстен Фліпкенс         |
| 30    | 33      | Ч Шуай                 | 1,480      | 35               | 65           | 1,510      | 3 коло , її перемогла Гарбінє Мугуруса [6]       |
| 31    | 42      | Дарія Касаткіна        | 1,285      | 35               | 10           | 1,260      | 2-ге коло, її перемогла Шелбі Роджерс            |
| 32    | 35      | Катерина Макарова      | 1,426      | 215              | 10           | 1,221      | 2-ге коло, її перемогла Анетт Контавейт [Q]      |

### Інші учасниці
Нижче наведено учасниць, які отримали вайлдкард на участь в основній сітці:
- Аманда Анісімова
- Паула Бадоса Хіберт
- Ешлі Барті
- Ніколь Гіббс
- Беатріс Аддад Майя
- Бетані Маттек-Сендс
- Айла Томлянович
- Наталія Віхлянцева

Нижче наведено гравчинь, які пробились в основну сітку через стадію кваліфікації:
- Медісон Бренгл
- Вероніка Сепеде Ройг
- Яна Чепелова
- Марина Еракович
- Анетт Контавейт
- Варвара Лепченко
- Курумі Нара
- Одзакі Ріса
- Олександра Соснович
- Патрісія Марія Тіг
- Тейлор Таунсенд
- Донна Векич

Як щасливий лузер в основну сітку потрапили такі гравчині:
- Магда Лінетт

### Відмовились від участі
До початку турніру
- Вікторія Азаренко → її замінила  Менді Мінелла
- Тімеа Бачинскі → її замінила  Катерина Бондаренко
- Кетрін Белліс → її замінила  Магда Лінетт
- Каміла Джорджі → її замінила  Белінда Бенчич
- Петра Квітова → її замінила  Каріна Віттгефт
- Слоун Стівенс → її замінила  Дженніфер Брейді
- Серена Вільямс → її замінила  Ван Цян

### Знялись
- Данка Ковінич
- Гарбінє Мугуруса
- Леся Цуренко

## Учасниці в парному розряді

### Сіяні
| Країна            | Гравчиня            | Країна            | Гравчиня           | Рейтинг1 | Сіяна |
| ----------------- | ------------------- | ----------------- | ------------------ | -------- | ----- |
| США               | Бетані Маттек-Сендс | Чехія             | Луціє Шафарова     | 3        | 1     |
| Росія             | Катерина Макарова   | Росія             | Олена Весніна      | 11       | 2     |
| Індія             | Саня Мірза          | Чехія             | Барбора Стрицова   | 19       | 3     |
| Чехія             | Андреа Главачкова   | КНР               | Пен Шуай           | 22       | 4     |
| Китайський Тайбей | Чжань Юнжань        | Швейцарія         | Мартіна Хінгіс     | 24       | 5     |
| США               | Ваня Кінґ           | Казахстан         | Ярослава Шведова   | 35       | 6     |
| США               | Ракель Атаво        | Китайський Тайбей | Чжань Хаоцін       | 36       | 7     |
| США               | Абігейл Спірс       | Словенія          | Катарина Среботнік | 40       | 8     |

- 1 Рейтинг подано станом на 6 березня 2017.

### Інші учасниці
Нижче наведено пари, які отримали вайлдкард на участь в основній сітці:
- Єлена Янкович /  Тейлор Таунсенд
- Наомі Осака /  Моніка Пуїг
- Айла Томлянович /  Гезер Вотсон

Наведені нижче пари отримали місце як заміна:
- Лорен Девіс /  Ніколь Мелічар

### Відмовились від участі
До початку турніру
- Кікі Бертенс (травма правого коліна)

### Знялись
- Ч Шуай (гастроентерит)

## Переможці та фіналісти

### Одиночний розряд, чоловіки
- Роджер Федерер  —  Рафаель Надаль, 6–3, 6–4

### Одиночний розряд, жінки
- Джоанна Конта  —  Каролін Возняцкі, 6–4, 6–3 [6]

### Парний розряд, чоловіки
- Лукаш Кубот /  Марсело Мело —  Ніколас Монро /  Джек Сок, 7–5, 6–3

### Парний розряд, жінки
- Габріела Дабровскі /  Сюй Їфань —  Саня Мірза /  Барбора Стрицова, 6–4, 6–3